# Drag (Zweden)
Drag, voorheen Drag en Söregärde (Zweeds: Drag och Söregärde), is een plaats (tätort) in de gemeente Kalmar in het landschap Småland en de provincie Kalmar län in Zweden. Het småort heeft 274 inwoners (2010) en een oppervlakte van 62,24 hectare. 
Tot 2010 was Drag en Söregärde een småort dat bestond uit twee plaatsen: Drag en Söregärde. De plaats grenst aan de Oostzee, heeft grotendeels een langgerekte vorm en ligt op een soort landengte begrensd door baaien van de Oostzee. Voor de rest bestaat de directe omgeving van de plaats voornamelijk uit zowel landbouwgrond als bos en de stad Kalmar ligt zo'n vijftien kilometer ten zuiden van Drag.